# Zizi (film, 1935)
Pour les articles homonymes, voir Zizi.
Pour plus de détails, voir Fiche technique et Distribution.
Zizi est un film français de moyen métrage réalisé par Charles-Félix Tavano, sorti en 1935.

## Fiche technique
- Réalisation : Charles-Félix Tavano
- Scénario : Edmond Guiraud, d'après la pièce de théâtre éponyme de 1907
- Décors : Raymond Tournon
- Photographie : Gaston Brun
- Musique : Henri Goublier
- Société de production : Pathé Consortium Cinéma
- Société de distribution : Pathé Consortium Cinéma
- Format : Noir et blanc - Son mono - 1,37:1
- Genre : Court métrage, Comédie
- Durée : 30 minutes
- Année de sortie : 1935

## Distribution
- Jeanne Helbling : Inès, une femme qui lors d'un bal masqué confond son ami baron avec le clochard Zizi
- Jean Sinoël : Zizi, un clochard admis à la suite d'une méprise dans un bal masqué
- Léon Berton : le baron Maxime, l'ami d'Inès
- Michèle Michel : la camériste
- Janine Press : la soubrette
- Saint-Allier : le domestique
- Made Siamé : la concierge